# Blabbermühle
Das Bodendenkmal Blabbermühle ist eine ehemalige Wassermühle am Blabbergraben im Brandenburger Landkreis Oder-Spree. Das Areal des Kulturguts liegt westlich von Görsdorf, einem Ortsteil der Gemeinde Tauche. Der Name bezieht sich lautmalend auf das Geräusch der arbeitenden, plappernden Mühle.
Der Mühlenbetrieb wurde in den 1920er Jahren eingestellt. Nachdem die letzten Besitzer das Anwesen noch bis etwa 1952 landwirtschaftlich genutzt und dann verlassen hatten, wurden die Gebäude nicht mehr instand gehalten; sie sind heute weitgehend zerfallen. Oberhalb der Mühle gab es zwei Bockwindmühlen, von denen keine Spuren mehr vorhanden sind. Die benachbarte Blabberschäferei hingegen ist weiterhin bewohnt. Sie wurde 1968 vom Schriftsteller Günter de Bruyn als Wohnsitz gekauft und wird heute unter der Bezeichnung Blabber als Teil von Görsdorf geführt. Auf Landkarten ist das Gesamtensemble in der Regel nach wie vor als Blabbermühle verzeichnet.

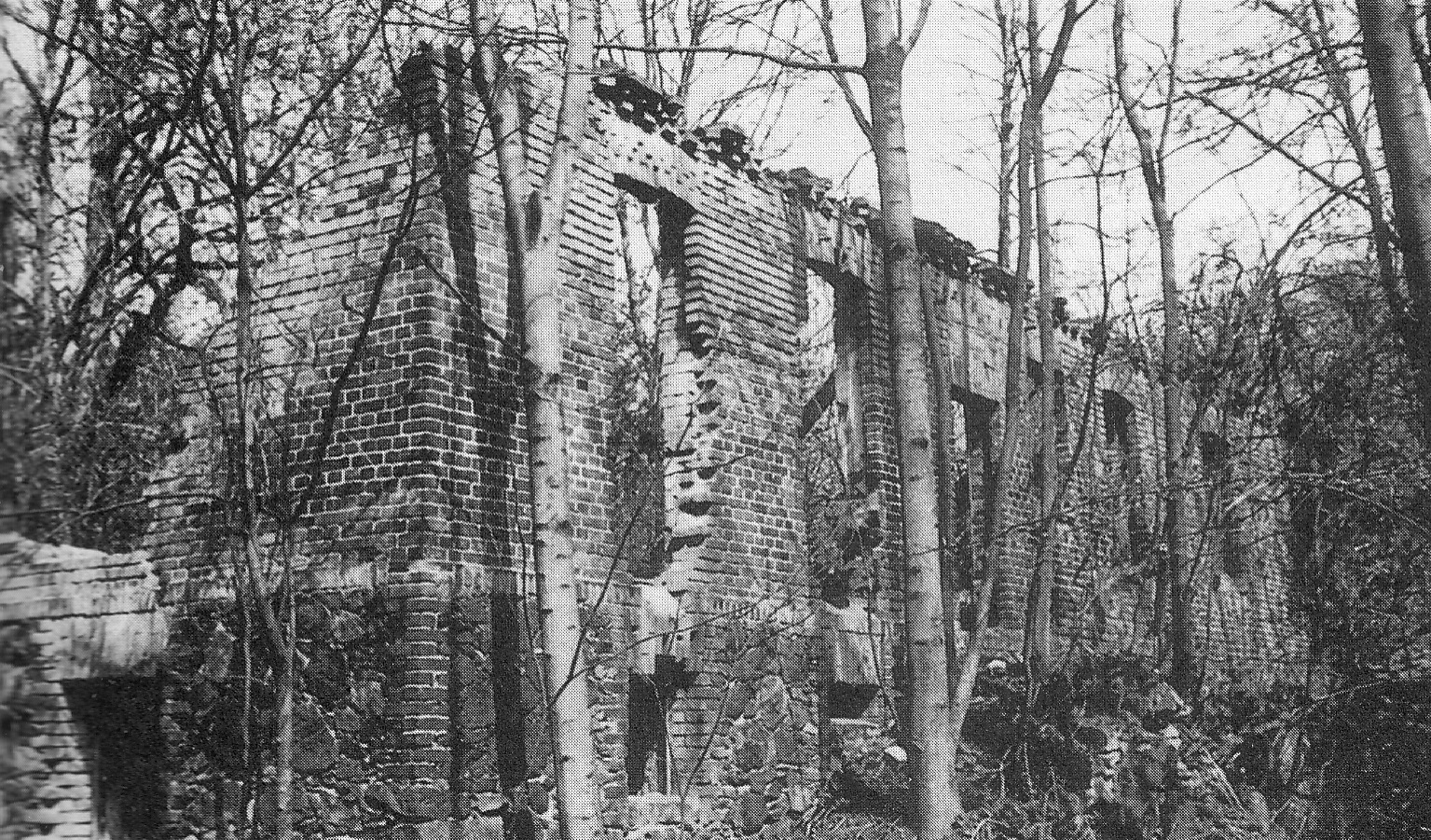
Inzwischen abgetragene Ruine der Blabbermühle um 1980

## Lage und Naturraum
Die Blabbermühle und die Blabberschäferei liegen im Südwesten der Beeskower Platte, die in den Naturräumlichen Haupteinheiten Deutschlands als Nr. 824 in der Haupteinheitengruppe Nr. 82 Ostbrandenburgisches Heide- und Seengebiet geführt wird. Im Untergrund der Platte überwiegen Saaleeiszeitliche Grundmoränenflächen, die weitgehend von flachwelligen Endmoränenbildungen der letzten Eiszeit überlagert werden. Der rund 14 Kilometer lange Blabbergraben verbindet und entwässert fünf langgezogene Seen in einer glazialen Rinne des Plateaus von Nord nach Süd in die Krumme Spree zwischen Werder und Kossenblatt. Die Spree fließt in diesem Bereich von West nach Ost in der Brieschter Talung, die die Beeskower Platte von der südlich anschließenden Lieberoser Platte trennt.

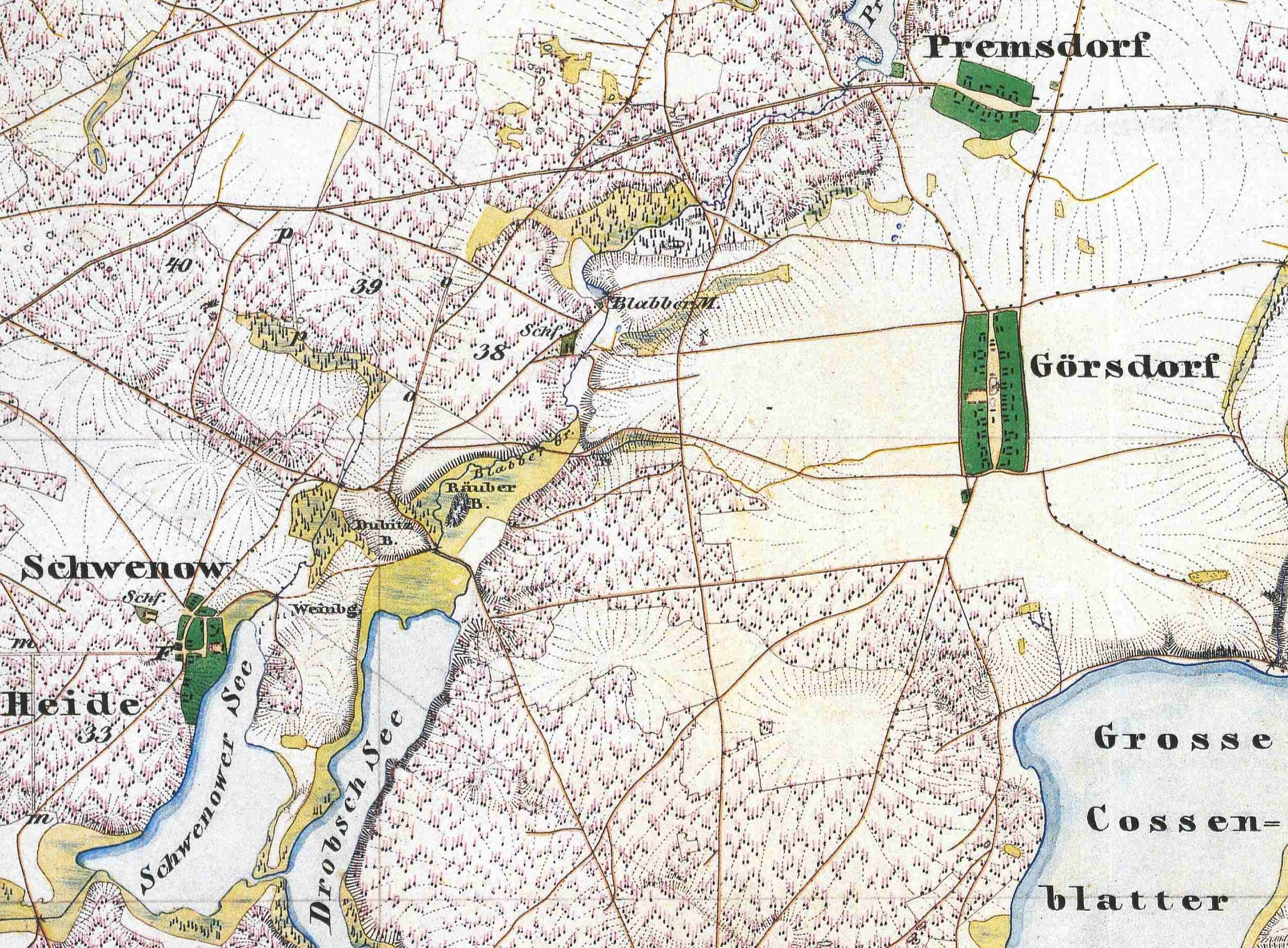
Blabbermühle und Blabberschäferei in der Preußischen Uraufnahme von 1846

Blabber befindet sich auf einer Höhe von rund 54 Metern am mittleren Teil des Baches zwischen dem Premsdorfer See und dem Drobschsee am Westrand der Gemarkung von Görsdorf; der Görsdorfer Dorfkern liegt rund 1,5 Kilometer östlich. Westlich Blabbers schließt sich die Gemarkung Schwenows an, eines Dorfs des Storkower Ortsteils Limsdorf. An das Straßennetz ist das Gelände nicht angebunden und nur über Waldwege erreichbar. Im Schäfereibereich führt eine Fußgängerbrücke über das einst wasserreiche Fließ, das in diesem Abschnitt in den Sommermonaten inzwischen in der Regel trockenfällt. Das Gelände der Mühle folgt rund 200 Meter stromaufwärts. Beide Bereiche erstrecken sich auf der Westseite des Blabbergrabens, dessen Rinne hier eine rund 200 Meter breite Talung bildet, die teils von sandigen Steilhängen begrenzt wird.
Der Graben wird in der Blabber-Talung von Erlen und Haselnussbüschen flankiert. Das gesamte Gelände ist in ein ausgedehntes Waldgebiet eingebettet, das östlich des Grabens zum Naturschutzgebiet Schwenower Forst gehört. Die Mühle und die Schäferei – auf der anderen Grabenseite gelegen – sind vom Naturschutzgebiet ausgespart, sind aber Teil des Naturparks Dahme-Heideseen und des Landschaftsschutzgebiets Dahme-Heideseen.

## Geschichte
Archäologische Funde und die Bodendenkmale der Gemeinde Tauche weisen auf eine frühe, bereits urgeschichtliche Besiedlung der Region hin. Rund 700 Meter südlich der ehemaligen Schäferei erhebt sich mitten in der Talung des Blabbergrabens das 58,1 Meter hohe Bodendenkmal Räuberberg, eine aus einem natürlichen Hügel herausgearbeitete Burg- oder Befestigungsanlage aus den ersten beiden Jahrhunderten der Deutschen Ostsiedlung. Die deutsche Besiedlung des Gebiets, das zur damals sächsischen Herrschaft Beeskow der Markgrafschaft Lausitz gehörte, erfolgte zu Beginn des 13. Jahrhunderts. Frühere Annahmen, es handele sich um eine slawische Anlage, haben sich nicht bestätigt. Aus der slawischen Siedlungszeit verblieben unter anderem Ortsnamen wie Schwenow oder Premsdorf.

### Blabbermühle
Die Blabbermühle ist unter der Bezeichnung Mühle Neuzeit als Bodendenkmal ausgewiesen. In der Liste der Bodendenkmale wird sie als Nummer 90836 unter „Görsdorf  (B)“ geführt.

#### Ersterwähnungen und Namengebung

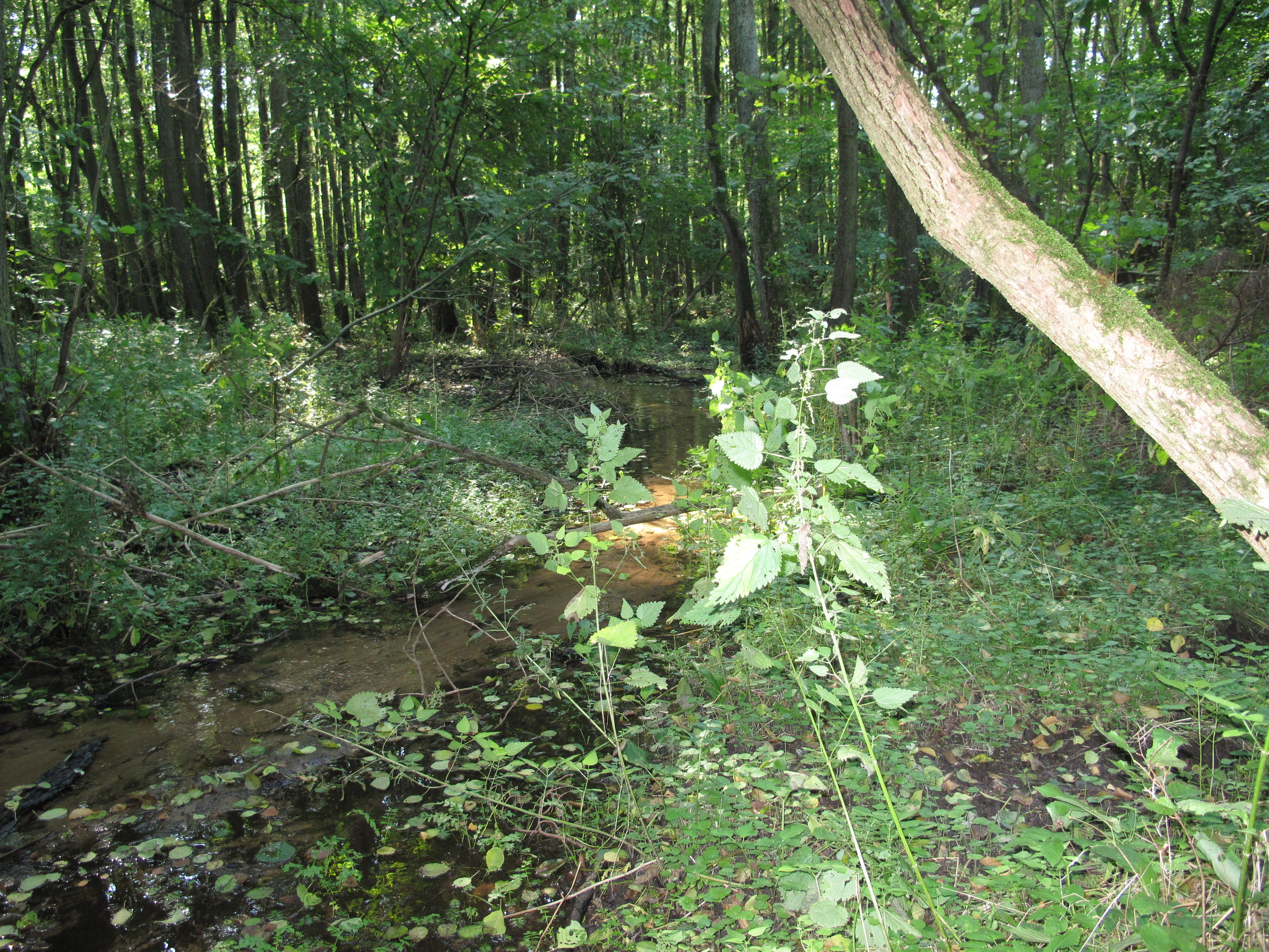
Der Blabbergraben im Bereich der ehemaligen Mühle

Die Wassermühle wurde, soweit bekannt, erstmals am 15. Juni 1518 im Erbregister der Herrschaft Storkow schriftlich erwähnt. Danach waren von der Gyrszdorffischen Möllen an Zinsz 1 schock, von einer Mühlen, die Springkmühlle genannt, XXXII gr., an Rogken IV schfl., an habern II schfl., Hünnern I zu entrichten. Das Historische Ortslexikon (HOL) und Brandenburgische Namenbuch ordnen die Gyrszdorffische Mölle (Görsdorfer Mühle) als Blabbermühle ein, die Springkmühle ist in späteren Quellen nicht mehr erwähnt worden. Als schriftliche dokumentierte Erstbezeichnung der Görsdorfer Mühle als Blabbermühle geben das Namenbuch das Jahr 1730 und das HOL das Jahr 1741 an. Allerdings hat Günter de Bruyn im Tauf-, Sterbe- und Trauregister der Kirchengemeinde Wulfersdorf inzwischen noch deutlich frühere Nennungen gefunden. Darin wird anlässlich einer Taufe am 1. Februar 1657 ein Pate aus der Schäfferey bey der Blabbermühle erwähnt. Laut de Bruyn erscheinen in diesem Taufregister auch in den Folgejahren regelmäßig Einwohner von Blabber als Täuflinge, Eltern oder Paten, beispielsweise Georg der Blabbermüller oder die alte Schäferin aus der Blabber. Ab etwa 1700 tauchten Nennungen mit Vor- und Familiennamen auf wie Meister Christian Hennings Blabber Müller.
Der Geograph Anton Friedrich Büsching führte 1775 in der Vollständigen Topographie der Mark Brandenburg die Schreibweise Plapper-Schäferey an, die auf die Etymologie des Namens Blabber hinweist. Der Name enthält das brandenburgische Verb blabbern für plappern, viel und unüberlegt reden, das sich lautmalend auf das von der Mühle verursachte Geräusch bezieht; vergleiche die Redewendung Sie hat ’n Maul wie ’ne Plappermühle, das heißt, sie spricht in einem fort. Von der Blabbermühle wurde der Name später auf den Blabbergraben übertragen, der erstmals im Jahr 1745 unter dieser Bezeichnung (mit Bindestrich als Blabber-Graben) erscheint.

#### Entwicklung

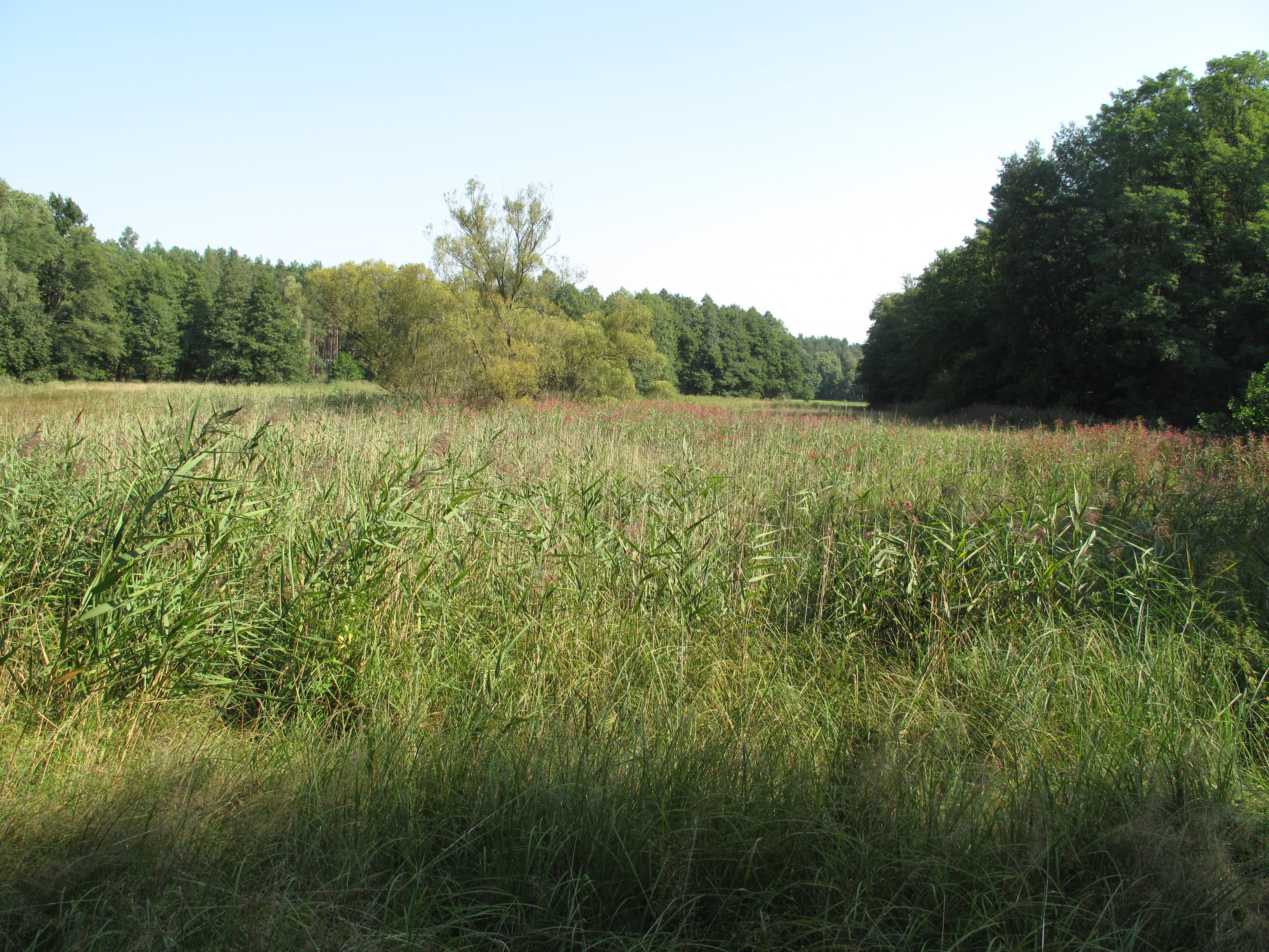
Die Grabenniederung an der Mühle

Im Jahr 1691 ist die Blabbermühle als Mühle zu Görsdorf mit einem Gang und einem Müller verzeichnet. 1745 werden ein Gang und Grützstampfen genannt. 1774/75 werden für das Gesamtensemble aus Wind- und Wassermühle zu Görsdorf und Plapper-Schäferei zwei Büdner und andere und zwei Feuerstellen mit 14 Bewohnern angegeben. 1858 ist die Wassermühle als Getreide-, Schneide- und Ölmühle mit zwei Wohn- und drei Wirtschaftsgebäuden und 20 Bewohnern dokumentiert. 1925 sank die Bewohnerzahl auf 13. Um 1800 listete das Amt Beeskow Blabbermühle als gesonderten Ort, gelegen auf der Gemarkung Görsdorfs. 1931, 1950 und 1957 wurde sie als Wohnplatz der zu dieser Zeit noch selbständigen Gemeinde Görsdorf bezeichnet. In den Jahren 1801 und 1837 war die Mühle in Görsdorf, 1897 in Ahrensdorf eingekircht.
War die Mühle, wie auch die Schäferei, im 16. und 17. Jahrhundert vom Amt Beeskow verwaltet worden, ging sie um 1700 in Erbpacht über. 1725 wird Gottfriede Henning erstmals als Erbmüller auf der Blabber bezeichnet. 1808 nannte sich Christian Friedrich Kolbe Mühlenmeister und Eigenthümer der Blabbermühle. Bis 1850 blieb die Mühle im Besitz der Familie Kolbe. Die Witwe des letzten Mühlenmeister Kolbe heiratete 1850 den Mühlenmeister Albert Bislich aus Hermsdorf, der 1858 über das Amt seine Absicht bekanntmachte, auf seinem daselbst belegenen Mühlengrundstück ein neues Kesselhaus zu erbauen und zum besseren Betrieb seiner Wassermühle eine Dampfmaschine von 10–12 Pferdekraft aufzustellen […].  Zudem wollte er die Mühle um einen Mahlgang nebst Reinigungsmaschine erweitern. Inwieweit Bislich das Vorhaben umsetzte und es gegebenenfalls rentabel war, ist unklar. In den nächsten Jahrzehnten gab es zwei weitere Besitzerwechsel. 1892 ging die Mühle an Julius Wendt. In den 1920er Jahren stellte der Enkel Wendts den Mühlenbetrieb ein und betätigte sich auf dem Mühlenetablissement bis zu seiner Flucht aus der DDR im Jahr 1952 als Landwirt.

#### Gebäude und Zerfall
Nach Wendts Flucht verfielen Mühle, Scheunen und Ställe. Erhalten blieb lediglich ein massives Gebäude mit Ziegeldach, in das 1924 ein einfaches Lehmfachwerkgebäude mit Strohdach als Altenteil umgebaut worden war. In den 1970er Jahren wurden die Gebäude geplündert und Hausbauer aus der Umgebung versorgten sich mit Backsteinen.
Der Schriftsteller Günter de Bruyn beschreibt das Mühlengebäude für das Jahr 1968 als stattlichen zweigeschossigen Backsteinbau mit hohen Feldsteinfundamenten, der zu diesem Zeitpunkt noch ziemlich intakt gewesen sei. Zwar fehlten Mahlwerk, Fenster, Türen und Dielen, das Dach und die Wände waren aber noch unzerstört und die Kachelöfen noch vorhanden. 2005 sei von der Mühle nur noch ein von Bäumen und Sträuchern überwachsener Trümmerhaufen verblieben. Der tiefer gelegene Wirtschaftshof sei schon 1968 durch den Aufwuchs von Holunderbüschen, Akazien und Eschen zum Urwald geworden, Scheune und Ställe seien in sich zusammengesunken. Die Feldsteinmauern aber hätten allen Unbilden getrotzt.

### Bockwindmühlen

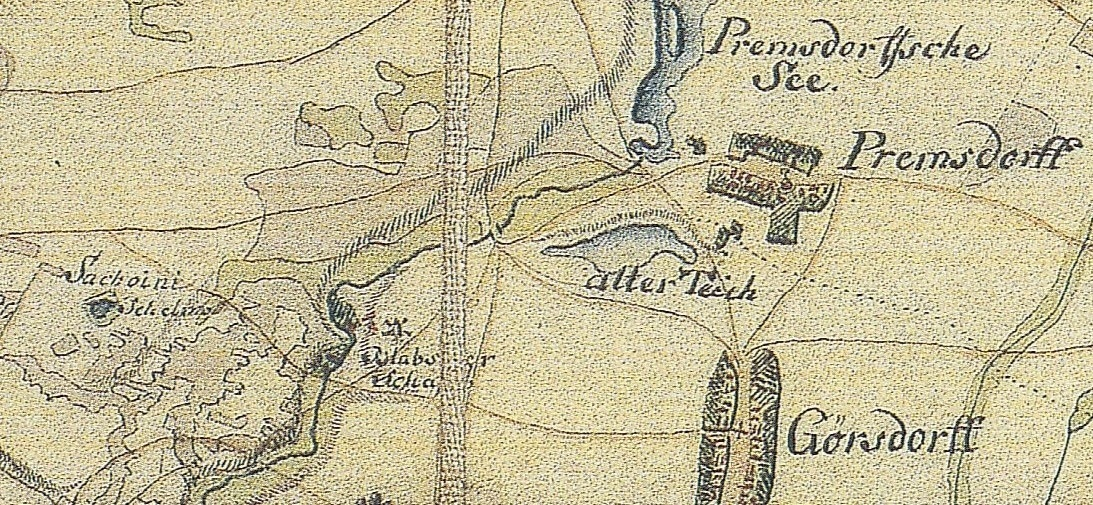
Die Windmühle über der Wassermühle im Schmettauschen Kartenwerk von 1767/87

Von den beiden Bockwindmühlen sind keine Reste mehr vorhanden. Eine Windmühle stand auf dem östlichen Hang oberhalb der Wassermühle Richtung Görsdorf. Sie entstand wahrscheinlich zwischen 1704 und 1725. 1743 ist sie mit der Angabe Erbmüller mit Wasser- und Windmühle zu Görsdorf, 1745 mit einem Gang und 1767/87 im Schmettauschen Kartenwerk dokumentiert. 1801 und 1837 erneut in Schriftstücken erwähnt, brannte sie 1848 ab, wurde 1855 wiederaufgebaut und fiel 1907 erneut dem Feuer zum Opfer. Die zweite Mühle soll nur für kurze Zeit in der ersten Hälfte des 19. Jahrhunderts bestanden haben. In den Landkarten der Region war sie nach Angabe de Bruyns erstmals 1810 und letztmals 1846 verzeichnet. Das Urmesstischblatt der Preußischen Kartenaufnahme von 1846 zeigt sie östlich der Blabberschäferei am Weg nach Görsdorf.

### Blabberschäferei

#### Einträge bis zum Ende der Schafzucht
Die Blabberschäferei wurde wie der Blabbergraben nach der Blabbermühle benannt. Nachdem im Jahr 1600 ein Hirte verzeichnet wurde, taucht die Schäferei erstmals am 1. Februar 1657 im oben angegebenen Kirchenregister von Wulfersdorf mit der Nennung eines Paten aus der Schäfferey bey der Blabbermühle auf. In den Dokumenten zu Görsdorf erscheint eine Schäferei laut HOL erstmals 1684. Nach Büschings Eintrag mit der Benennung als Plapper-Schäferey (siehe oben) wurde die heutige Schreibweise Blabberschäferei erstmals 1801 publiziert. 1807 wird die sogenannte Schäferei von der Blabbermühle dem königlichen Vorwerk Görsdorf zugeordnet. 1858 wurde sie nochmals als Teil des Vorwerks erwähnt. Zu dieser Zeit ging es mit der Schäferei aufgrund des wachsenden Konkurrenzdrucks durch den Import billiger Wolle zu Ende. Als letzter Schäfer erscheint im Wulfersdorfer Kirchenbuch Friedrich Wollenburg im Jahr 1852.

#### Die Bahr’sche Landwirtschaft

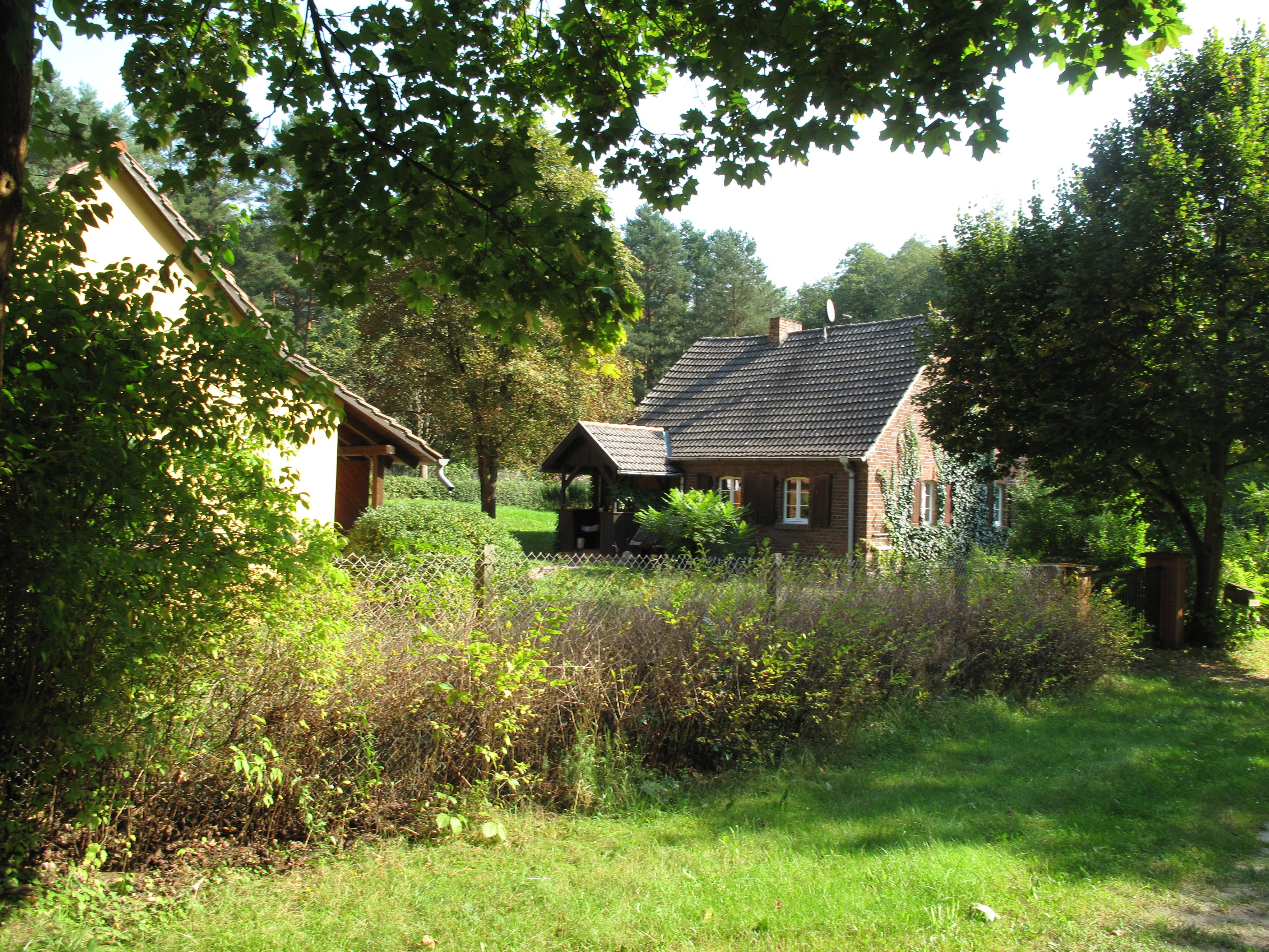
Areal der ehemaligen Schäferei im Jahr 2014

In den folgenden Jahrzehnten nutzten Tagelöhner, Häusler, Büdner, Maurer- und Tischlergesellen die Schäferei als billige Wohnstatt. Um 1900 erwarb der Häusler Gottfried Lehmann aus Buckow die Schäferei und verkaufte sie in den 1920er Jahren an Adolf Bahr, der aus der Niederlausitz kam. Die Bahrs versuchten, sich auf dem kargen, sandigen Anwesen mit einer kleinen Landwirtschaft über Wasser zu halten. Mangels eines Pferdes wurde der Acker mit der einzigen Kuh gepflügt, elektrischen Strom gab es nicht, das Wasser kam aus einem Ziehbrunnen neben dem Haus. Das einzige Kind Rudi, 1918 geboren, musste oft auf den Schulbesuch verzichten und stattdessen beim Rübenhacken und Heuaufladen helfen. Die Abgaben konnten kaum erwirtschaftet werden.

„Adolf Bahr arbeitete sich, wie es hieß, in den fünfziger Jahren zu Tode, und da Rudi […] aus Rußland nicht heimkehrte, war die Witwe Bahr bald allein in dem immer baufälliger werdenden Haus. Da auch ihre einzigen Nachbarn, die Mühlenbesitzer, Anfang der fünfziger Jahre das Elend in der stromlosen Einöde satt hatten und ein besseres Leben im Westen suchten, blieb sie als einzige Bewohnerin Blabbers zurück.“

Nach dem Tod ihres Mannes 1955 lebte sie von und mit ihren Hühnern und Gänsen, die sie ständig gegen Bussarde, Füchse und Marder verteidigen musste, und von ihrer winzigen Rente. Versuche, ihre Wirtschaft durch eine erneute Heirat zu retten, scheiterten. Da der Sohn Rudi nie als vermisst oder gefallen gemeldet wurde, sparte sie trotz ihrer finanziellen Misere bis zu ihrem Tod eisern für ihren Sohn in der verschrobenen Gewissheit, Rudi käme schon noch zurück. Als Charlotte Bahr, die aus Niederschlesien stammte und im Dorf als geizig galt, 1967 im Alter von 84 Jahren im Beeskower Krankenhaus starb, hinterließ sie 2000 Ost- und 200 Westmark in einem Einweckglas, vergraben im Lehmboden der Speisekammer. Da Frau Bahr vor ihrem Tod den Bürgermeister über ihre Hinterlassenschaft mit der Maßgabe informiert hatte, das Geld weiter für Rudi aufzubewahren, konnte dieser das Einweckglas rechtzeitig sichern, bevor sich Plünderer aus dem Dorf, die wahre Schätze in dem Haus vermuteten, zur Schatzsuche aufmachten.

#### Gebäude

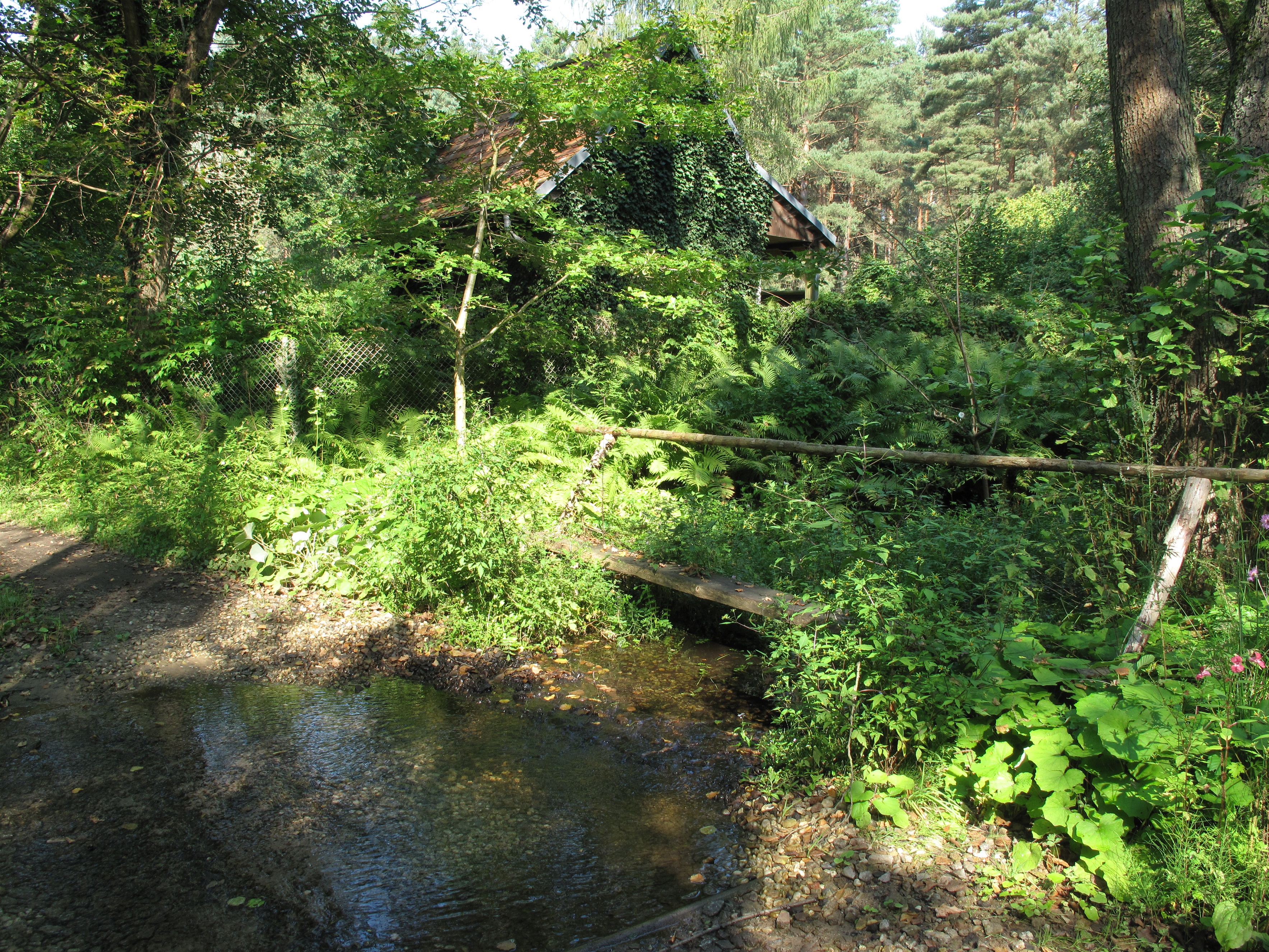
Grabenbrücke an der Schäferei

Im Jahr 1968 kaufte Günter de Bruyn das herrenlose Anwesen und wohnte dort seit 1969 im Hauptwohnsitz. Auch sein Sohn Wolfgang de Bruyn, gleichfalls Schriftsteller und bis August 2016 Direktor des Kleist-Museums in Frankfurt (Oder), lebt in dieser Einöde in Blabber.
Als Günter de Bruyn die ehemalige Schäferei 1968 bei einer Wanderung zufällig entdeckte, fand er einen verwilderten Garten, der bis zum Blabbergraben reichte, eine morsche Fußgängerbrücke, eine wacklige Scheune, ein Stallgebäude mit Feldsteinwänden ohne Dach und ein noch weitgehend intaktes Wohnhaus vor. Das kleine gedrungene Wohnhaus, das 1870 auf einem niedrigen Feldsteinsockel errichtet worden war, hatte eine Backsteinverkleidung, bröckelnde Lehmwände im Inneren und ein rotes, löchriges Ziegeldach. Es war umrahmt von krummen Bäumen und wuchernden Grünpflanzen und verfügte über ein Wohnzimmer, eine Küche, eine Schlafstube, eine Speisekammer, einen Dachboden und einen aus Feldsteinen gewölbten Kellerraum. Die Dielen waren von Mäusen zernagt. In der Küche war inzwischen eine Handpumpe installiert worden, die noch Wasser gab. Ab 1968 wurden die Gebäude nach und nach renoviert und der Stall durch einen Anbau für Bücher und Schreibtisch ergänzt. Zudem wurde Blabber an das Stromnetz angeschlossen.

## Fluchtburg de Bruyns

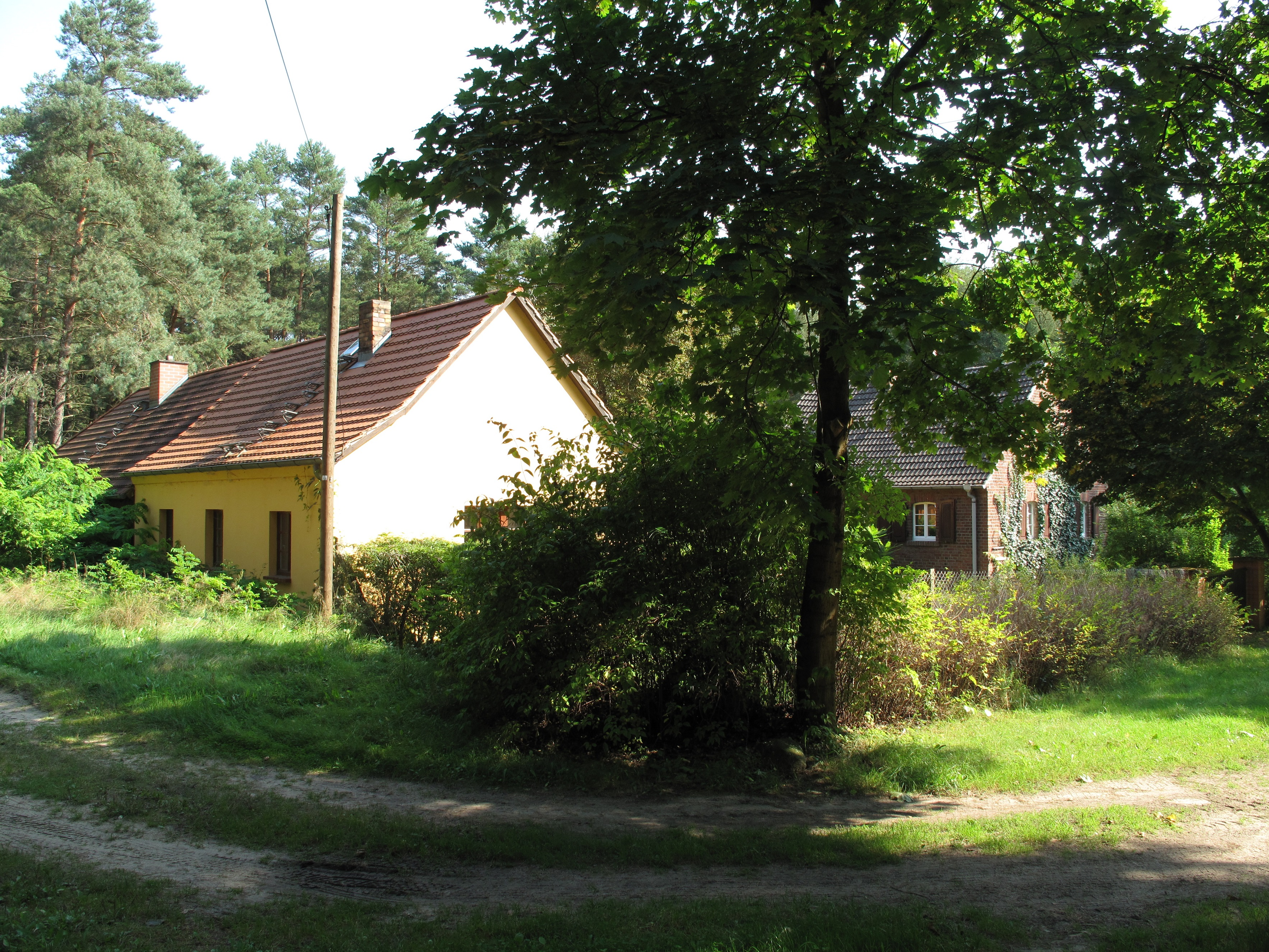
Fluchtburg de Bruyns

Der mit zahlreichen Literaturpreisen und Ehrungen ausgezeichnete Schriftsteller war auf den ersten Blick von der ehemaligen Schäferei und der unzeitgemäßen Stille der Landschaft fasziniert und hatte, wie er später dem Deutschlandradio sagte, sofort das Gefühl, dass ich hier zu Hause sein könnte – zum Unverständnis seiner Freunde, die ihn auf der Wanderung begleitet hatten. Er wählte diese Einöde nicht zuletzt als Fluchtburg vor dem Konformitätsdruck in der DDR. […] [E]in Exil ohne schwierigen Wechsel, eine Flucht ohne Heimatverlust, schrieb er 2006 in seinem literarisch-dokumentarischen Werk Abseits. Liebeserklärung an eine Landschaft. Dem Literaturkritiker Andreas Isenschmid vertraute er an: Ich war in die Emigration gegangen, ohne das Land, das mich hielt, verlassen zu haben. Dem Staat war ich auf seinem eigenen Territorium entflohen. Dass diese Flucht eine Illusion war, stellte de Bruyn, der im Oktober 1989 die Annahme des Nationalpreises der DDR wegen Starre, Intoleranz und Dialogunfähigkeit der Regierung abgelehnt hatte, nach seiner Angabe spätestens bei der Einsicht in seine Stasi-Akte fest, in der er genaue Wegebeschreibungen nach Blabber und Gebäudegrundrisse vorfand.